# Mexikó a 2022. évi téli olimpiai játékokon
Mexikó a kínai Pekingben megrendezett 2022. évi téli olimpiai játékok egyik részt vevő nemzete volt. Az országot az olimpián 3 sportágban 4 sportoló képviselte, akik érmet nem szereztek.

## Alpesisí
Férfi
| Versenyző       | Versenyszám      | 1. futam | 1. futam | 2. futam | 2. futam | Összesítés | Összesítés |
| Versenyző       | Versenyszám      | Idő      | Hely.    | Idő      | Hely.    | Idő        | Helyezés   |
| --------------- | ---------------- | -------- | -------- | -------- | -------- | ---------- | ---------- |
| Rodolfo Dickson | Óriás-műlesiklás | 1:17,32  | 43.      | 1:17,27  | 32.      | 2:34,59    | 35.        |

Női
| Versenyző      | Versenyszám            | 1. futam | 1. futam | 2. futam | 2. futam | Összesítés | Összesítés |
| Versenyző      | Versenyszám            | Idő      | Hely.    | Idő      | Hely.    | Idő        | Helyezés   |
| -------------- | ---------------------- | -------- | -------- | -------- | -------- | ---------- | ---------- |
| Sarah Schleper | Óriás-műlesiklás       | 1:06,42  | 47.      | 1:05,53  | 36.      | 2:11,95    | 37.        |
| Sarah Schleper | Szuperóriás-műlesiklás |          |          |          |          | 1:18,17    | 35.        |

## Sífutás
Férfi
| Versenyző     | Versenyszám | Eredmény | Helyezés |
| ------------- | ----------- | -------- | -------- |
| Jonathan Soto | 15 km       | 53:30,0  | 94.      |

## Műkorcsolya
| Versenyző        | Versenyszám  | Rövid program | Rövid program | Kűr    | Kűr   | Összesítés | Összesítés |
| Versenyző        | Versenyszám  | Pont          | Hely.         | Pont   | Hely. | Pont       | Helyezés   |
| ---------------- | ------------ | ------------- | ------------- | ------ | ----- | ---------- | ---------- |
| Donovan Carrillo | Férfi egyéni | 79,69         | 19.           | 138,44 | 22.   | 218,13     | 22.        |